# Stephen Meadows
Joseph Stephen „Steve” Meadows (ur. 16 listopada 1950 w Atlancie) – amerykański aktor. 
Po zakończeniu kariery aktorskiej podjął pracę jako architekt i wynalazca.
14 lutego 1991 zawarł związek małżeński z prezenterką telewizyjną Leezą Kim Gibbons. Mają dwóch synów, Troya i Nathana Daniela. W sierpniu 2005, po 14 latach małżeństwa, rozwiedli się, powołując się na różnice nie do pogodzenia.

## Wybrana filmografia
- 1984–1985: Santa Barbara jako Peter Flint
- 1985: Hardcastle i McCormick
- 1985: Nieustraszony jako Matt Erickson
- 1986–1987: Tylko jedno życie jako Patrick London #1
- 1990: Nocne oczy jako Michael Vincent
- 1990: Matlock jako Nicky Tower
- 1991: Młodzi jeźdźcy jako Mike Stolder
- 1994: Napisała: Morderstwo jako Graham Farrow
- 1994: Prawnicy z Miasta Aniołów jako dr Joseph Palmer, DDS
- 1999: Doktor Quinn (Dr. Quinn Medicine Woman: The Movie) jako Pan Carraway